# Снецкой сельсовет
Снецко́й сельсове́т — упразднённое муниципальное образование со статусом сельского поселения, существовавшее в составе Железногорского района Курской области в 1989—2017 годах. 
Административным центром была деревня Снецкое.

## География
Располагался на юго-западе Железногорского района. Граничил с Дмитриевским районом, а также с Кармановским и Рышковским сельсоветами

## История
Снецкой сельсовет был впервые образован вскоре после Октябрьской революции — в 1918 году. Однако просуществовал он недолго: уже в 1923 году был присоединён к соседнему Мокрыжанскому сельсовету. Председателем сельсовета в 1918—1923 годах был Фёдор Петрович Степанов, членами совета – Михаил Михайлович Савельев и Антон Николаевич Карпачев.
Повторно сельсовет был образован 17 августа 1989 года году при разделе Погорельцевского сельсовета на Кармановский и Снецкой. 
Законом Курской области № 48-ЗКО от 21 октября 2004 года Снецкой сельсовет был наделён статусом сельского поселения.
Законом Курской области № 76-ЗКО от 26 октября 2017 года Снецкой сельсовет был присоединён к Кармановскому сельсовету. Как юридическое лицо ликвидирован в 2018 году.

## Населённые пункты
В состав сельсовета входило 2 населённых пункта:
| № | Населённый пункт | Тип населённого пункта    |
| - | ---------------- | ------------------------- |
| 1 | Снецкое          | деревня, администр. центр |
| 2 | Мокрыж           | деревня                   |

## Население
| 2002 | 2010 | 2012 | 2013 | 2014 | 2015 | 2016 |
| ---- | ---- | ---- | ---- | ---- | ---- | ---- |
| 358  | ↘252 | ↗254 | ↗269 | ↘267 | ↘259 | ↘258 |
| 2017 |      |      |      |      |      |      |
| ↘243 |      |      |      |      |      |      |

## Главы сельсовета
- Степанов Фёдор Петрович (1918—1923)
- Колупаева Лидия Егоровна (1989—1992)
- Полетаева Валентина Алексеевна (1994—2016)
- Касьянова Раиса Алексеевна (и. о., 2016)
- Карасева Ирина Ивановна  (2016—2018)